# Streptocarpus prolixus
Streptocarpus prolixus là một loài thực vật có hoa trong họ Tai voi. Loài này được C.B. Clarke miêu tả khoa học đầu tiên.

## Hình ảnh

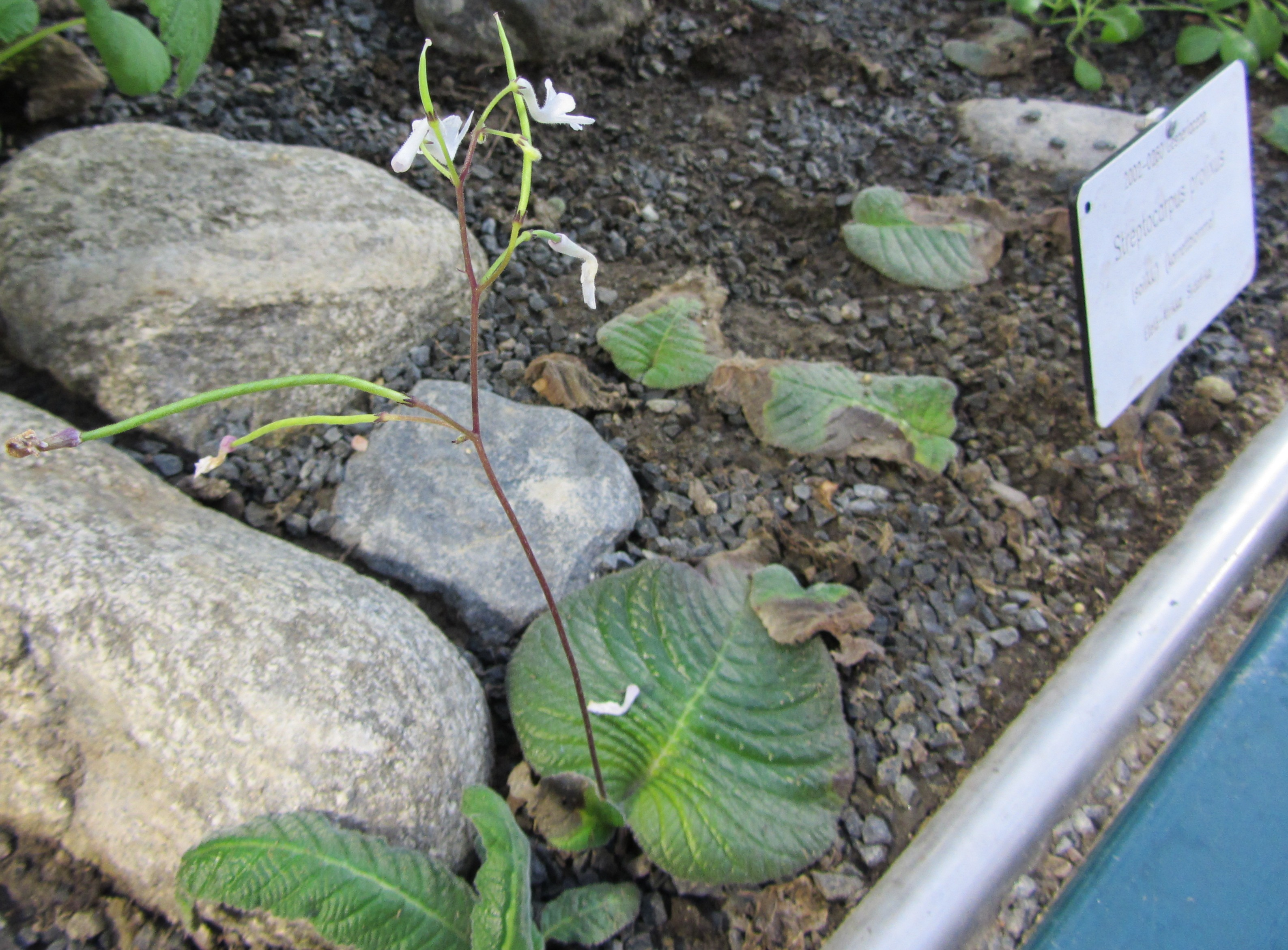
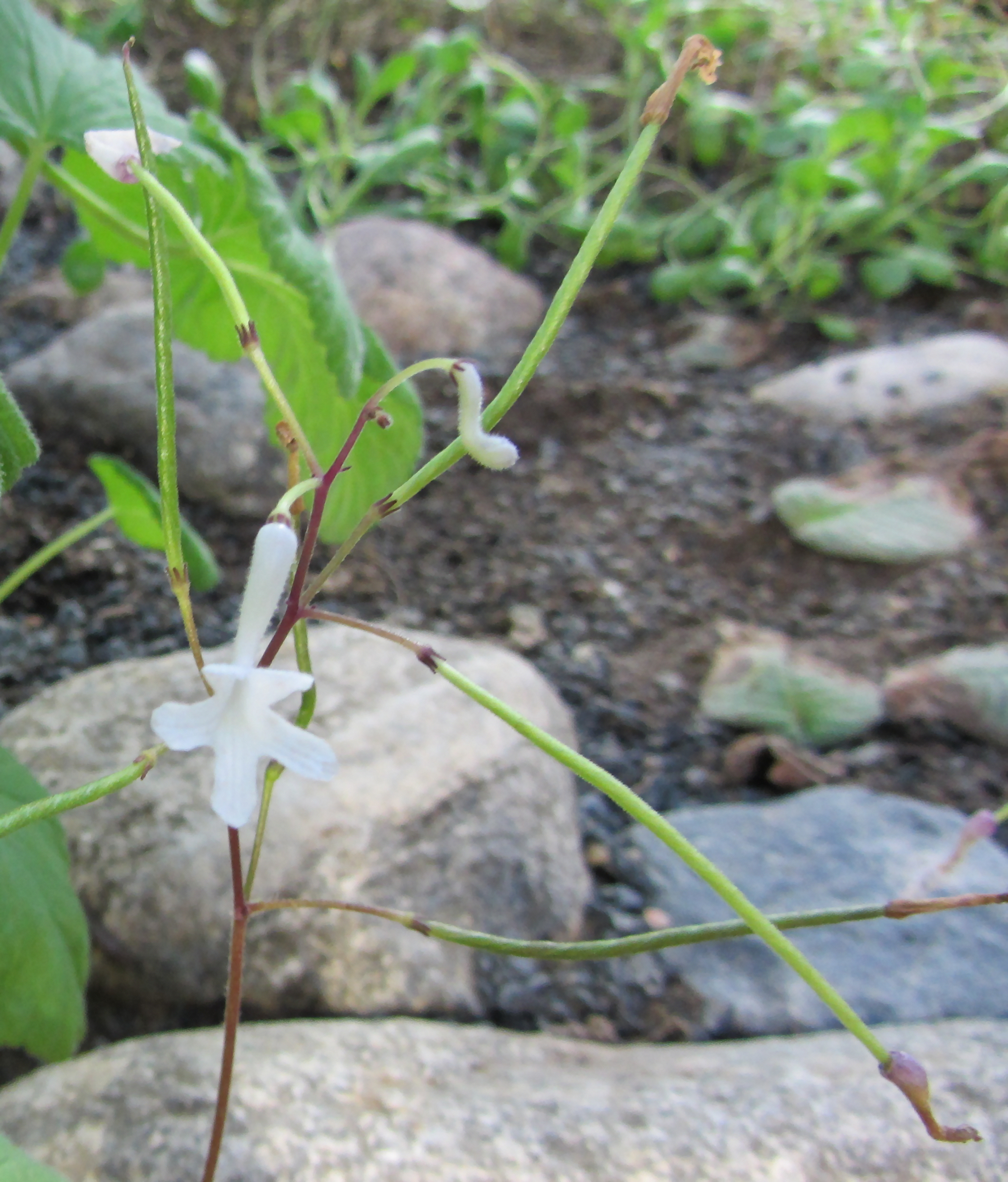
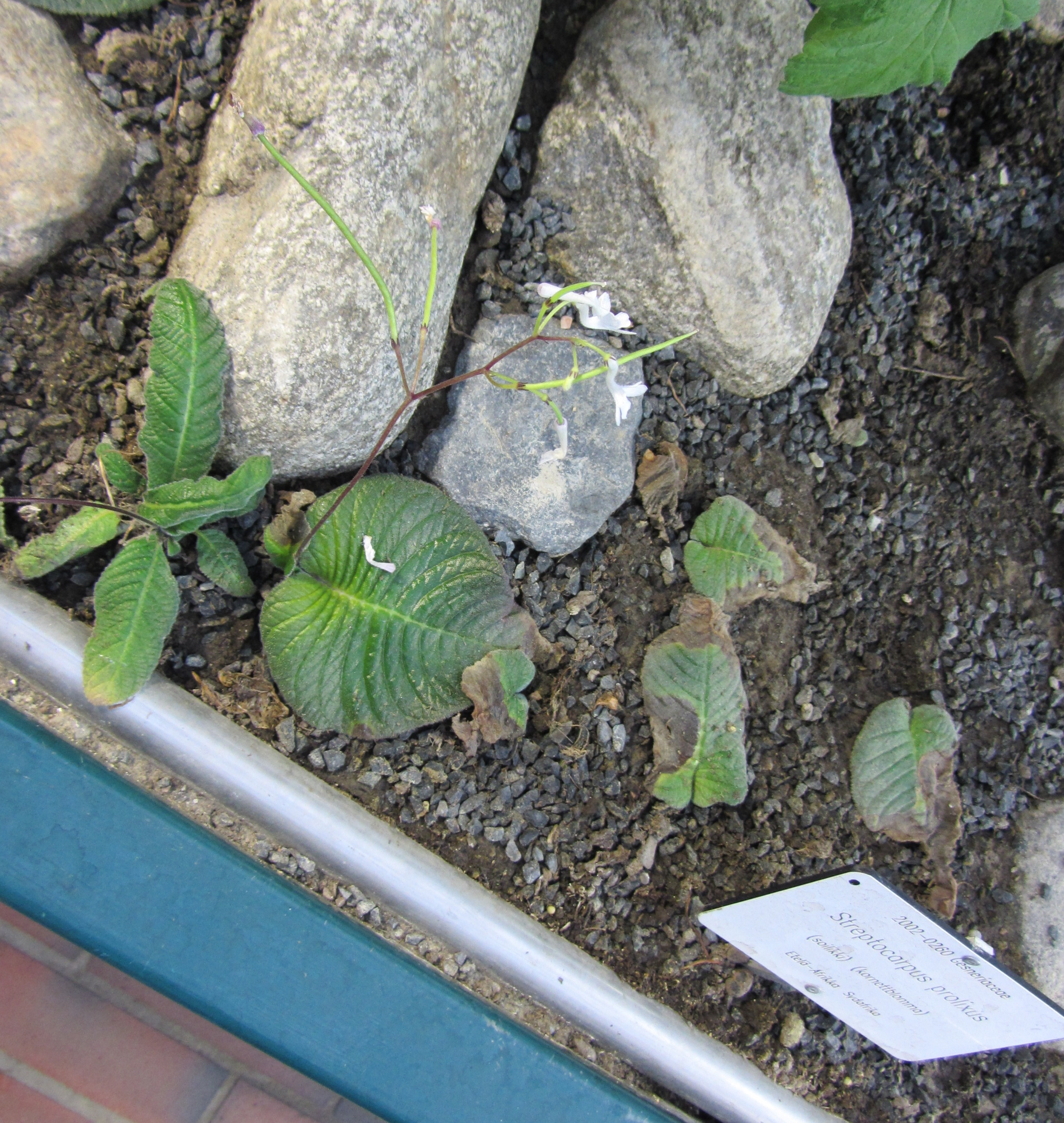